# Mirosław Lewandowski
Mirosław Robert Lewandowski (ur. 13 października 1961 w Krakowie) – polski prawnik i polityk, poseł na Sejm I kadencji.

## Życiorys
Od 1982 był członkiem Konfederacji Polski Niepodległej. Z racji działalności w KPN był rozpracowywany i zatrzymywany przez funkcjonariuszy SB.
W 1985 ukończył studia na Wydziale Prawa i Administracji Uniwersytetu Jagiellońskiego. Prowadził własną firmę usług prawnych, był pracownikiem naukowo-dydaktycznym Uniwersytetu Jagiellońskiego oraz konsultantem w firmach doradczych. W wyborach w 1991 uzyskał mandat posła na Sejm I kadencji. Został wybrany w okręgu krakowskim z ramienia Konfederacji Polski Niepodległej. Zasiadał w Komisji Przekształceń Własnościowych (jako jej wiceprzewodniczący), Komisji Ustawodawczej, a także w komisjach nadzwyczajnych. Bez powodzenia ubiegał się o reelekcję z krakowskiej listy KPN w wyborach w 1993.
Wraz z Maciejem Gawlikowskim jest autorem książek historycznych poświęconych działalności ROPCiO i KPN w Krakowie. Drugi tom z tego cyklu (Gaz na ulicach: KPN w Krakowie: stan wojenny 1981–1982) został wybrany głosami czytelników na Książkę Historyczną Roku 2012 w jednej z kategorii. W 2015 książka jego współautorstwa  No Future! Historia krakowskiej FMW również została nagrodzona głosami czytelników w Konkursie „Książka Historyczna Roku”.
W 2010 odznaczony został Medalem „Niezłomnym w słowie”.